# Lisa Graf
Lisa Graf, född 13 november 1992, är en tysk simmare.
Graf tävlade för Tyskland vid olympiska sommarspelen 2016 i Rio de Janeiro, där hon blev utslagen i semifinalen på 200 meter ryggsim.